# Le Testament de Cressida

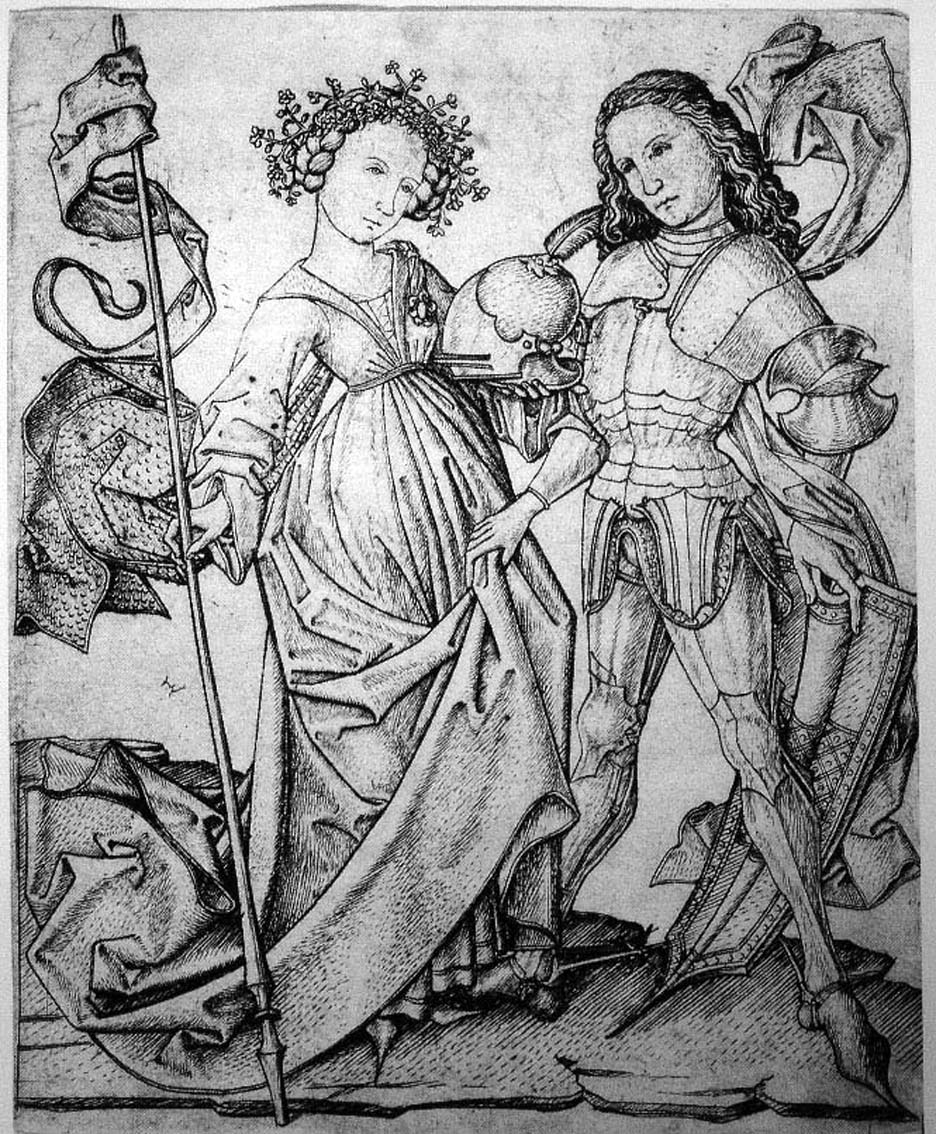
Diomède et Cressida, peut-être.

Le Testament of Cresseid (Le Testament de Cressida) est un poème narratif de 616 lignes, en écossais du Moyen Âge (Middle Scots), œuvre du poète écossais du XVe siècle, le makar Robert Henryson.
C'est le meilleur poème connu qu'il ait produit.
Il imagine le sort tragique de Cressida dans l'histoire médiévale de Troïlus et Cressida qui n'a pas été mentionnée dans la version de Geoffrey Chaucer.
Le poème trace le portrait du panthéon planétaire des dieux dans la vision onirique de leur cœur.
Ce drame psychologique cohérent est une œuvre majeure pour la littérature écossaise de la Renaissance .
Seamus Heaney en a réalisé une traduction en anglais moderne qui inclut aussi sept de ses fables provenant de The Morall Fabillis, publiée en 2009.

## Personnages
- Cressida, sœur de Calchas, est punie pour avoir rompu son vœu d'amour pour Troïlus.
- Troïlus, un des fils de Priam, roi de Troie, premier soupirant de Cressida.

### Édition récente
- The Poems of Robert Henryson. Éd. Robert L. Kindrick. Kalamazoo (Michigan), Medieval Institute Publications, 1997. Accès électronique.